# Havasi tarkalepke
A havasi tarkalepke (Euphydryas cynthia) a rovarok (Insecta) osztályának lepkék (Lepidoptera) rendjébe, ezen belül a tarkalepkefélék (Nymphalidae) családjába tartozó faj.

## Előfordulása
Ausztria, Bulgária, Franciaország, Németország, Olaszország, Liechtenstein és Svájc területén honos, az Északi-Mészkőalpokban. Ukrajna területéről már kihalt.

## Képek

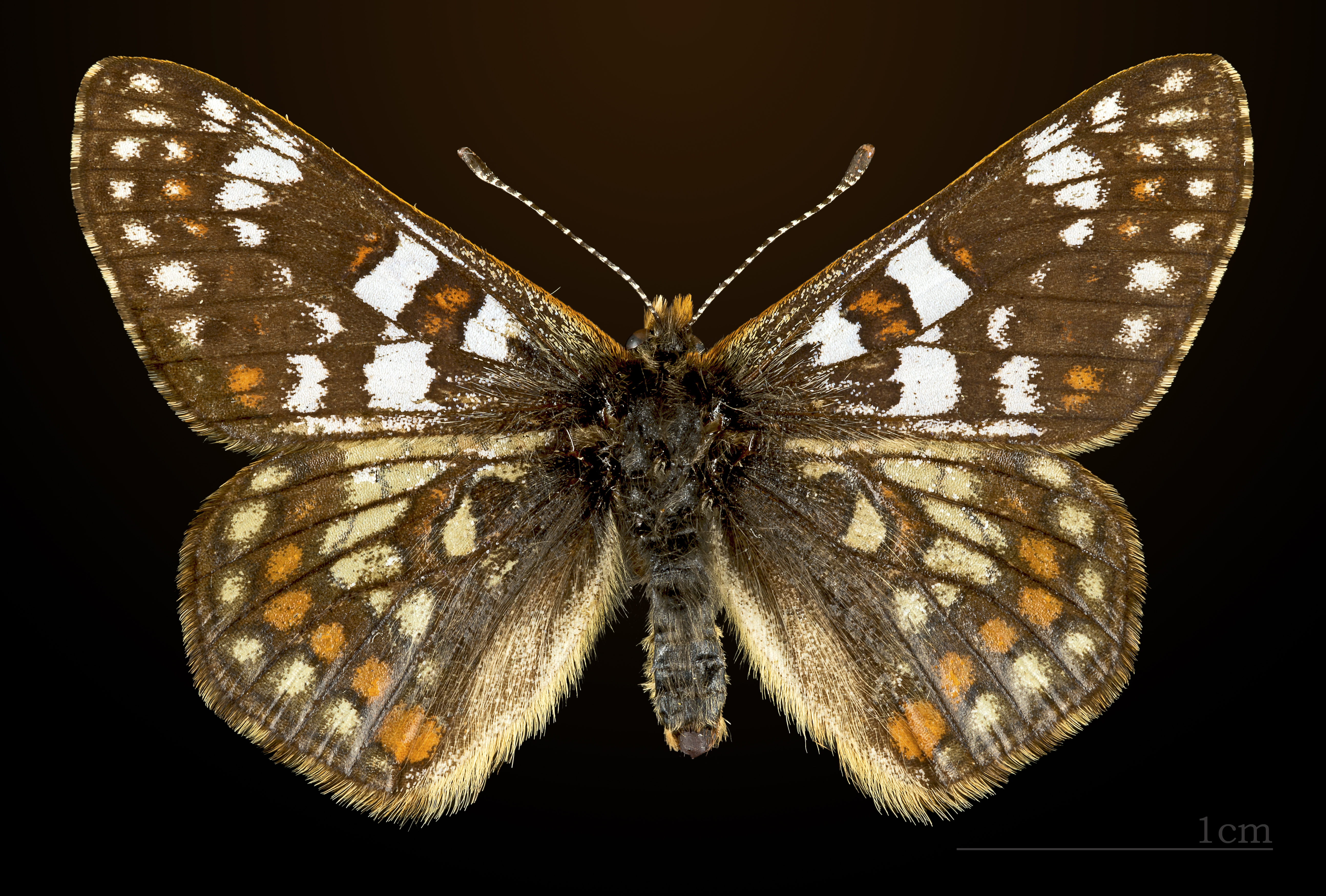
♂
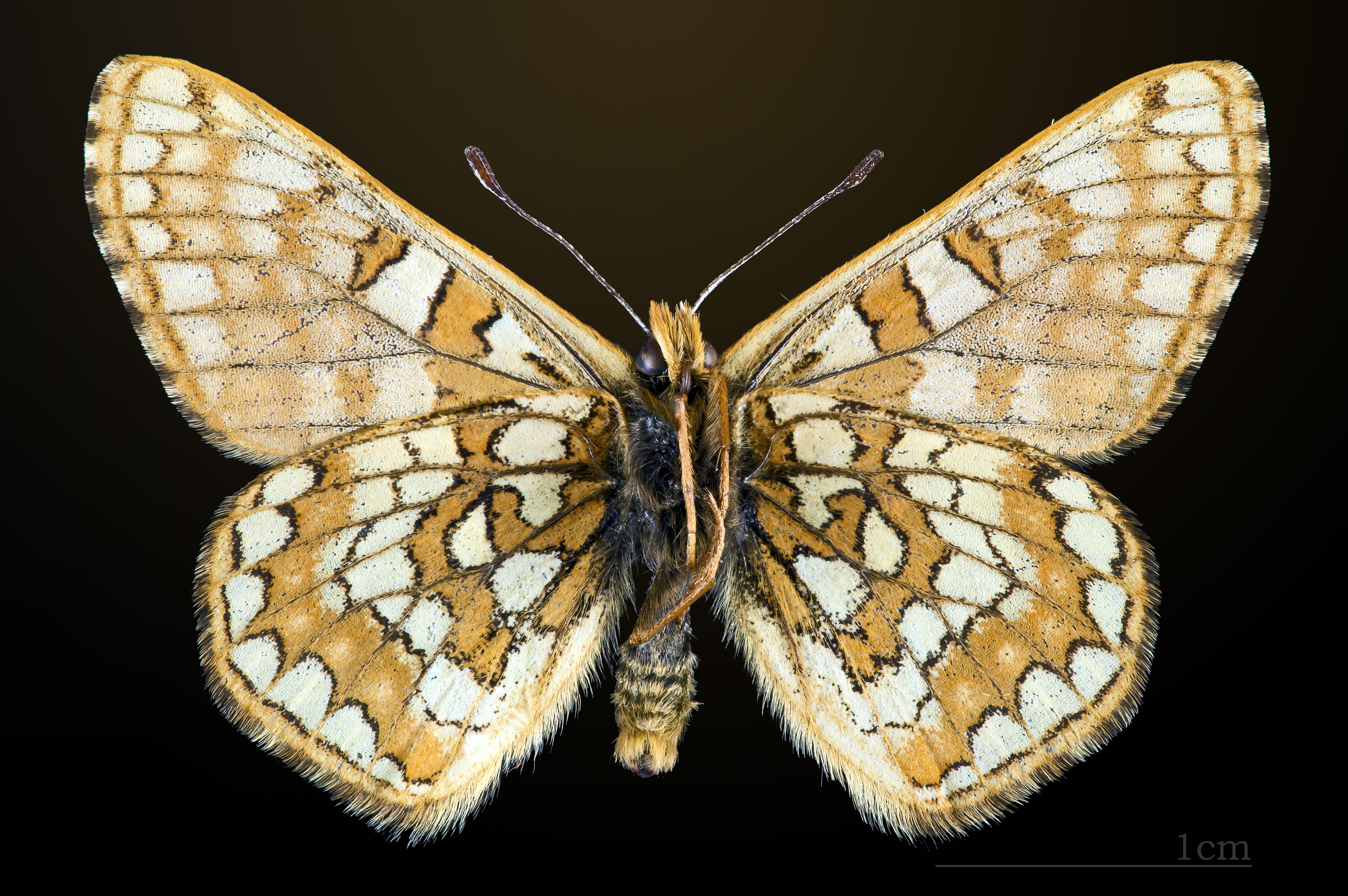
♂ △
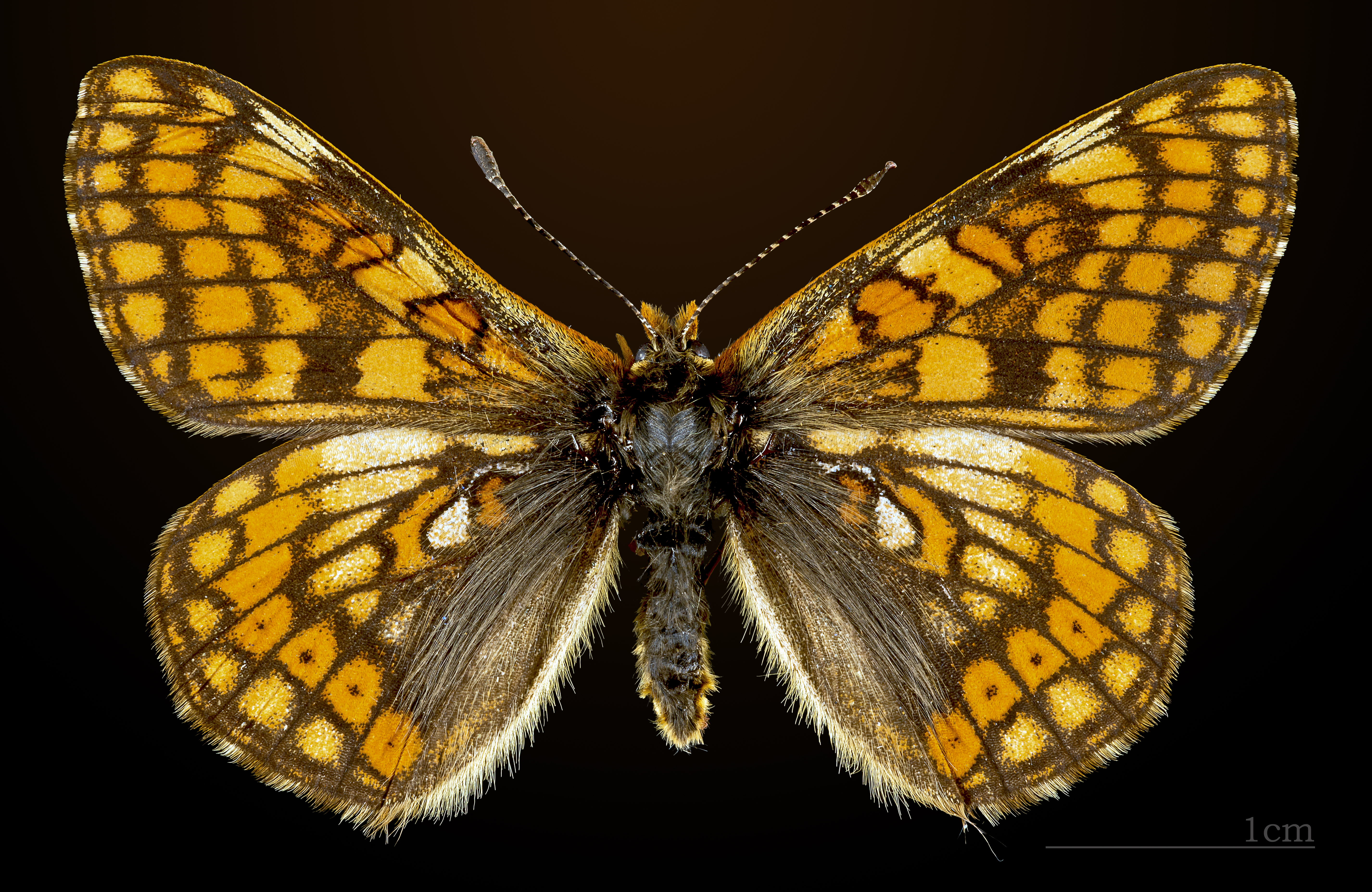
♀
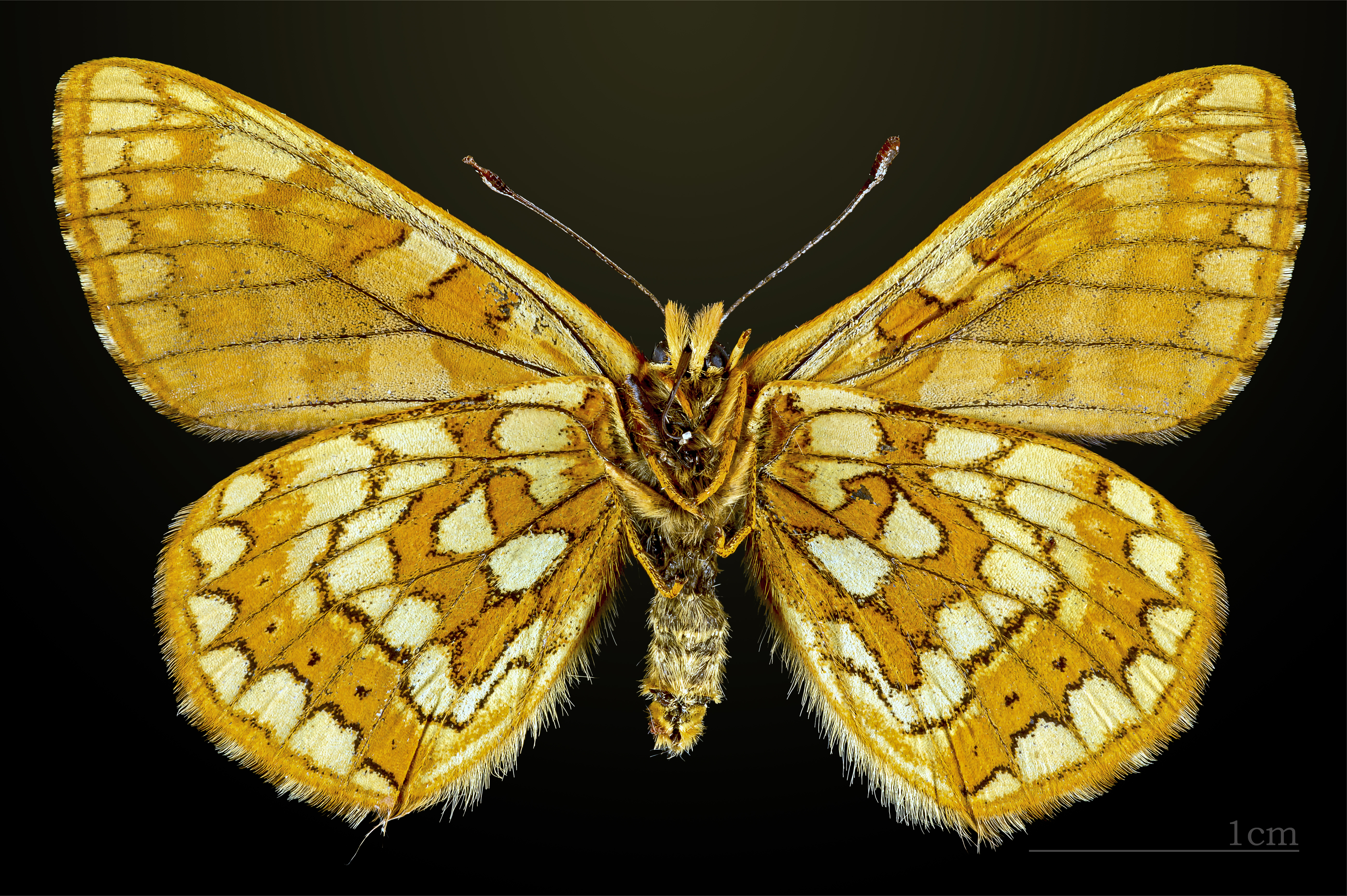
♀ △

## Alfaja
- Euphydryas cynthia alpicola

## Megjelenése
A havasi tarkalepke elülső szárnya 16–21 milliméter, alakja nyújtott. Alapszíne felül fehér, vörösbarna foltsorokból álló külső szegélysávval. A középsejtben is vörösbarna foltok találhatók. A hátulsó szárny vörösbarna szegélysávjának foltjaiban fekete pontok vannak. A szárnyak fonákja halványabb és a vörösbarna foltok között sárgás színű. A nőstény szárnyai felül egyöntetű vörösbarnák, sötét rajzolattal.

## Életmódja
A havasi tarkalepke 600 métertől 2000 méter magasságig hegyi réteken és havasi törpefenyvesekben fordul elő. A repülési ideje május–július között van.